# Thomas Mann International
Das Netzwerk Thomas Mann International wurde 2017 vom  Buddenbrookhaus/Heinrich-und-Thomas-Mann-Zentrum (Lübeck), der Monacensia im Hildebrandhaus (München), dem Thomas-Mann-Archiv der ETH Zürich (Zürich/Schweiz), dem Thomas Mann House (Los Angeles/USA) und dem Thomo Manno kultūros centras/Thomas-Mann-Kulturzentrum (Nidden/Litauen) gegründet. Die Häuser stehen für die zentralen Lebensstationen von Thomas Mann. Das gemeinsame Ziel ist der Austausch in den Bereichen Ausstellung, Veranstaltung und Forschung. Die Schwerpunkte liegen dabei auf der digitalen Zugänglichkeit und Vermittlung von Inhalten, um so die Möglichkeiten der Pflege und Verbreitung des Werks von Thomas Mann zu erweitern und allgemein zugänglich zu machen. Seit Herbst 2021 ist „Thomas Mann International“ mit seinen digitalen Angeboten und der Metadatenbank „TMI Research“. Die Website informiert über die Tätigkeiten der Netzwerkpartner wie Veranstaltungen, Vermittlungsangebote o. ä. und stellt weitere Einrichtungen vor, die sich dem Leben und Schaffen des Schriftstellers widmen. Daneben können aktuelle Meldungen sowie digitale Angebote wie Lesungen, Podcasts, Vorträge zu Thomas Mann und seiner Familie abgerufen werden.

## Datenbank – TMI Research
Das Kernstück der Netzwerk-Website ist die Metadatenbank „TMI Research“. Über die Plattform kann häuserübergreifend nach Archivalien in den Sammlungen der Netzwerkpartner gesucht werden. Die Datenbank ist frei zugänglich und umfasst über 165.000 Datensätze zu Briefen, Originalausgaben, Fotografien, Monografien sowie Aufsätzen zu Thomas Mann und der Familie Mann. Weiterführende Links führen direkt zu den jeweiligen Quelldatenbanken mit Kontaktmöglichkeiten und zusätzlichen Informationen.

## Häuser

### Buddenbrookhaus/ Heinrich-und-Thomas-Mann-Zentrum, Lübeck (Deutschland)
Das Buddenbrookhaus ist Literaturmuseum und Forschungsstätte zur Familie Mann, zu Heinrich und Thomas Mann und Buddenbrooks. In dem Gebäude lebten die Großeltern von Heinrich und Thomas Mann und es ist Vorbild für den Handlungsort im Roman Buddenbrooks.

### Monacensia im Hildebrandhaus, München (Deutschland)
Die Monacensia im Hildebrandhaus beherbergt das Literaturarchiv sowie eine Forschungsbibliothek zum kulturellen Leben der Stadt München. Das Archiv verfügt über die Nachlässe von Klaus und Erika Mann, über 800 Briefe und Manuskripte von Thomas Mann sowie zahlreiche Archivalien von Golo, Monika, Michael Mann sowie Elisabeth Mann-Borgese.

### Thomo Manno kultūros centras/ Thomas-Mann-Kulturzentrum, Nidden (Litauen)
Das Thomas-Mann-Kulturzentrum in Nida (Nidden) ist ein litauisch-deutsches Kulturzentrum. Es beherbergt das Thomas-Mann-Museum mit einer Ausstellung zur Geschichte des Thomas-Mann-Hauses sowie eine Bibliothek zur Familie Mann und deren Werke.

### Thomas-Mann-Archiv der ETH Zürich (Schweiz)
Das Thomas-Mann-Archiv der ETH Zürich wurde 1956 gegründet und ist Archiv, Ausstellungs- und Forschungseinrichtung. Es pflegt und vermittelt den literarischen Nachlass Thomas Manns und besitzt die meisten Originalbestände des Schriftstellers.
Thomas Manns erste Exilstation ist die Schweiz, wohin er später wieder zurückkehrt. Das Archiv umfasst zahlreiche Werkmanuskripte, Materialsammlungen zum Werk, Tage- und Notizbücher, Korrespondenzen, Pressedokumentationen, Fotografien und Grafiken. Zur Bibliothek gehört Thomas Manns Privatbibliothek, Erstausgaben und Übersetzung, Widmungsexemplare sowie Sekundärliteratur.

### Thomas Mann House, Los Angeles (USA)
Das Thomas Mann House ist ein Residenzhaus und Debattenort der Bundesrepublik Deutschland, das dem transatlantischen Austausch nachgeht. Thomas und Katia Mann lebten hier von 1942 bis 1952. Das Haus wurde 2016 vom Auswärtige Amt für die Bundesregierung erworben und wird seit August 2018 als Residenzhaus für Stipendiatinnen und Stipendiaten (Thomas Mann Fellows) und Debattenort genutzt. Der intellektuelle Austausch erfolgt über Vortragsreisen, Workshops und Symposien sowie Beiträge in Rundfunk und digitalen Medien.